# ニューパルサーV2
『ニューパルサーV2』は、2010年6月に山佐が開発・販売したパチスロ機。保通協での型式名は「ニューパルサースリーRZ」。

## 概要
これまでのニューパルサーシリーズ同様、ボーナスのみで出玉を増やすオーソドックスなゲーム性で、大量のリーチ目でボーナス成立を察知する機種である。5号機初のシリーズニューパルサーVが3年間の検定切れが近いこともあってのリリースでもある。

## ニューパルサーVからの継承点
- BIG、REGの獲得枚数が2:1である。
- ボーナス中に技術介入の要素が無く、払い出し枚数が固定されている（ただし、REG時は左リールを先に止める必要がある）。
- 通常時は3枚掛け専用。ボーナス時は2枚掛け専用。
- リール制御は小役優先ではなく、ボーナス優先である。

## ニューパルサー3からの継承点
- 設定が6段階で3リール機である。
- 小役とボーナスの重複成立がある(今作はボーナスの約75%が重複)。
- 成立後数ゲーム消化でボーナス告知がある。

## 新要素
- BIGボーナスの場合、7でも蛙でも揃えることができる。
- 新しいリーチ目が追加されている(左リールにボーナス図柄がない形でのオレンジ、ベル揃いがチャンスとなっている)。
- 5号機のニューパルサーでは通常時の小役の取りこぼしは無かったが、V2では左リール枠内にオレンジが無くベルのみが停止し、小役が成立している場合、中リールでベルを取りこぼすことがある。
- 5号機のニューパルサーでは左リールにチェリーが停止しても払い出しが無い場合は全てリーチ目であったが、今作はそのようなことはなく、必ず払い出しがある。

## 兄弟機
2010年11月に「ニューパルサーV2~ブラックver.~」が発売された。パネルの色が黒になっただけではなく、通常時の小役確率が上がっており、ボーナス確率は同じであるので結果として機械割もアップし、4号機のニューパルサーシリーズも含めて初めて設定6で110%を越えた。